# Žďárek
Žďárek (Duits: Scharchen) is een Tsjechische gemeente in de regio Liberec, en maakt deel uit van het district Liberec.
Žďárek telt 130 inwoners.
Bílá ·
Bílý Kostel nad Nisou ·
Bílý Potok ·
Bulovka ·
Cetenov ·
Černousy ·
Český Dub ·
Čtveřín ·
Dětřichov ·
Dlouhý Most ·
Dolní Řasnice ·
Frýdlant ·
Habartice ·
Hejnice ·
Heřmanice ·
Hlavice ·
Hodkovice nad Mohelkou ·
Horní Řasnice ·
Hrádek nad Nisou ·
Chotyně ·
Chrastava ·
Jablonné v Podještědí ·
Janovice v Podještědí ·
Janův Důl ·
Jeřmanice ·
Jindřichovice pod Smrkem ·
Kobyly ·
Krásný Les ·
Kryštofovo Údolí ·
Křižany ·
Kunratice ·
Lázně Libverda ·
Lažany ·
Liberec ·
Mníšek ·
Nová Ves ·
Nové Město pod Smrkem ·
Oldřichov v Hájích ·
Osečná ·
Paceřice ·
Pěnčín ·
Pertoltice ·
Proseč pod Ještědem ·
Příšovice ·
Radimovice ·
Raspenava ·
Rynoltice ·
Soběslavice ·
Stráž nad Nisou ·
Světlá pod Ještědem ·
Svijanský Újezd ·
Svijany ·
Sychrov ·
Šimonovice ·
Višňová ·
Vlastibořice ·
Všelibice ·
Zdislava ·
Žďárek